# Болмат, Сергей Леонидович
Болмат Сергей Леонидович (род. 5 августа 1960, Ленинград) — российский писатель, художественный редактор, сценарист, автор романов «Сами по себе», «В Воздухе» и «Близкие Люди». Финалист премии «Национальный бестселлер» (2001 год) и Премии Андрея Белого (2003 год); в 2000 году номинировался на премию Русский Букер. Считается одним из самых интересных прозаиков современной российской литературы.

## Биография
В 1975 году получил на городской Литературной Олимпиаде диплом за сочинение о фильмах Микеланджело Антониони, в следующем году — аналогичный диплом за сочинения о творчестве Макса Фриша и Курта Воннегута.
В 1983 году закончил экспериментальное отделение концептуально-средового дизайна ЛВХПУ им. В. И. Мухиной (ныне Санкт-Петербургская государственная художественно-промышленная академия имени А. Л. Штиглица). Работал разнорабочим, плотником, бутафором и ассистентом художника на киностудии Ленфильм (сначала на картине И. Авербаха «Голос», потом у И. Хейфица на фильме «Поединок»). К этому же периоду относится личное знакомство с кинорежиссёром Ильёй Авербахом.
По окончании института работал художественным редактором в журнале мод, впоследствии декоратором и художником на киностудии Ленфильм (среди прочих работ — фильмы «Ампир» с режиссёром А. Сокуровым, «Левша» и «Оно» с режиссёром С. Овчаровым, «Единожды солгав» с режиссёром В. Бортко), начиная с 1989 года — свободным художником (более 14 выставок, среди прочих — выставки в Центральном Выставочном Зале Санкт-Петербурга, в Стокгольме и Нью-Джерси).
В 1992 участвовал в организации художественной галереи «Пушкин и Гоголь».
Начиная с 1978 года писал рассказы и сценарии, в 1986 году снял по собственному сценарию короткометражный фильм «Концерт» с Б. Гребенщиковым в главной роли, в 1994 году — тоже по собственному сценарию, в соавторстве с М. Пежемским — абсурдистскую комическую телепрограмму «Веселые картинки». В 1995 году написал два сценария аналогичных телевизионных программ по заказу студии «Луна-фильм», в 1996 — ещё один по заказу рекламного агентства «Депутат Балтики», художественным директором которого работал в том же году. С 1996 по 1998 год участвовал в разработке документальных фильмов «Черно-Белая Жизель» (совместно с рекламным агентством «Депутат Балтики», исследование в Нью-Йорке с мая по сентябрь 1997, заявка) и «Фулл-Контакт» (совместно с Санкт-Петербургской Студией Документальных Фильмов и студией Chameleon Video London). В 1997 году опубликовал несколько художественно-критических статей в различных периодических изданиях Санкт-Петербурга, сотрудничал с Ассоциацией Молодых Кинематографистов «Жесткое время» и вступил в Общество «А-Я» при Министерстве Культуры России (секция Современное Искусство).
В 1998 году переехал на постоянное жительство в Кельн (Германия). В 1999 году закончил интенсивный курс немецкого языка. В том же году написал свой первый роман «Сами по себе», провел семинар в Американском Художественном Колледже Parson’s в Париже на тему «Европейский художественный рынок в начале XX века» и вступил в Союз Художников ФРГ. Позднее переехал во Францию.
С 2010 года живёт в Лондоне

## Сочинения

### Романы
- Сами по себе (2000)
- В воздухе (2003)
- Близкие люди (2007)
- What's Mine (2024)

### Сборники рассказов
- Четырнадцать рассказов (2005)
- Самое большое животное (2011)

### Рассказы
- Атеист Семен (Сноб, 2009)
- Глупый Сартр (Частный Корреспондент, 13 января 2011 года)
- Сен-Тропе (Русская Ривьера, 2011, под псевдонимом «Евгения Свиридова»)
- Не сезон (Русская Ривьера, 2011, под псевдонимом «Владимир Цимлянский»)
- Reviewing Brewster Solicitors (The Higgs Weldon, August 18, 2017)
- Name (The Willesden Herald, March 19, 2019)
- The Perfect Balance (Litro Magazine, April 26, 2019)
- Mushrooms (Ghost Parachute, June 1, 2019)
- Six Characters Pursued by a Bear (decomP magazinE, July 9, 2019)
- The Snood Proposition (The Inquisitive Eater, September 25, 2019)

### Эссе
- Упаковка (Комментарии, 2001)
- Первый популист (2011, в сборнике Литературная матрица)
- Изгнание в рай (Русская Ривьера, 2011)

### Избранные статьи
- Как создать свое государство (Эсквайр, ноябрь 2006, транскрипт одноимённой лекции)
- Механизм счастья (Огонёк, 14 января 2007 года)
- Апология измены (Коммерсант Власть, 20 августа 2007 года)
- Там где нас нет. Набросок путеводителя (Русская жизнь, 14 марта 2008 года)
- Оправдание тирании (Коммерсант Власть, 28 апреля 2008 года)

## Отзывы
Книги и рассказы Сергея Болмата были переведены на немецкий (романы «Сами по себе» и «В воздухе», рассказы «Покупки» в составе антологии «21 русский рассказчик» и «Муж» в составе антологии «Антология любви»), французский (романы «Сами по себе» и «В воздухе»), итальянский, голландский и венгерский (роман «Сами по себе»), сербский (сборник рассказов «Метеорит величиной с Эйфелеву башню») и испанский (рассказ «Муж» в составе антологии «Антология любви») языки. Многочисленные отзывы российской литературной критики характеризуют Сергея Болмата как «европейского литератора» и «мастера детали», отмечают наблюдательность писателя и его «необычную оптику». Европейская критика обращает внимание на редкую изощренность произведений автора и его визуальную изобретательность, богатство языка писателя и мастерское обращение со словом, завораживающий стиль и многослойность психоделических зарисовок, колоритный, едкий, неотразимый юмор, кинематографический подход и изысканную тонкость автора. Творчество Болмата нашло свою интерпретацию в таких академических трудах как «Живые языковые процессы в романе Сергея Болмата „Сами по себе“» (М. Троитски-Шэфер, 2012), «Control + Shift. Публичное и личное в русском Интернете» (К. Тойбенер, У. Шмидт, Н. Конрадова, 2006), «Zwischenzeit: Kontingenz-erfahrung und transitorische Lebensentwurfe in den Romanen V Vozduche von Sergej Bolmat und Matiss von Aleksandr Ilicevskij» («Межвременье: опыт непредвиденных обстоятельств и недолговечные представления о жизни в романах „В воздухе“ Сергея Болмата и „Матисс“ Александра Иличевского», Н. Веллер, 2017).